# Eqrem Telhaj
Eqrem Telhaj (ur. 20 sierpnia 1912 w Vajzë, zm. 1999 we Włoszech) – albański polityk i wojskowy, od 14 września do 3 listopada 1943 minister robót publicznych i jednocześnie minister finansów.